# Jacques Geukers

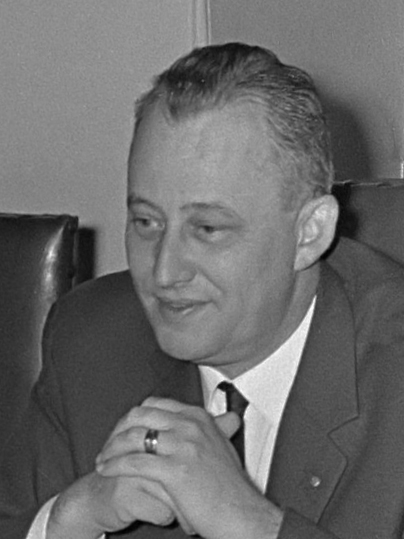
Jacques Geukers (1967)

Jacobus Alexander (Jacques) Geukers (Haarlem, 2 maart 1921 – Helmond, 22 december 2012) was een Nederlands politicus van de KVP en later het CDA.
Hij is in 1947 aan de Vrije Universiteit Amsterdam afgestudeerd in de rechten en ging toen in Den Haag als advocaat werken. In 1952 verhuisde hij naar Utrecht waar hij in 1954 gemeenteraadslid werd voor de KVP. In juni 1957 werd Geukers benoemd tot burgemeester van Bolsward. In januari 1966 volgde zijn benoeming tot de burgemeester van Helmond wat hij tot zijn pensionering in 1986 zou blijven. In de periode nam het aantal inwoners van Helmond fors toe die deels gingen wonen in de nieuwe wijken Rijpelberg en Brouwhuis.
Eind 2012 overleed Geukers op 91-jarige leeftijd in het Elkerliek Ziekenhuis.
In Helmond is op 17 juni 2020 het naar hem genoemde Burgemeester Geukerspark geopend.